# Gundi
Gundi je jméno pro některé rody z čeledi gundiovitých. Nemáme pro ně jedinečný český název, a proto je označujeme jako gundi. Spolu s dalšími česky nepojmenovanými rody Felovia a Massoutiera tvoří dohromady čeleď gundiovitých.

## Charakteristika
Gundi jsou menší až středně velcí hlodavci vzhledově připomínající morčata. Jsou aktivní přes den, kdy se mj. s oblibou vyhřívají na skalních římsách. Konzumují výhradně rostlinnou potravu.

## Přehled rodů
Jako gundi se v českém názvosloví označuje celkem 2 ze 4 rodů čeledi gundiovitých.
- rod Ctenodactylus – gundi:[2]
  - druh gundi saharský – Ctenodactylus gundi – v zoologických zahradách nejvíce chovaný druh; v přírodě obývá vnitrozemské oblasti od Maroka přes Alžírsko a Tunisko po severozápadní Libyi, především v jižní části pohoří Atlas,
  - druh Ctenodactylus vali – vyskytuje se ve dvou oddělených populacích v Maroku a v Libyi v podobných oblastech jako předchozí druh; oproti němu však obývá sušší lokality,[3]

- rod Pectinator – gundi:[2]
  - druh gundi somálský – Pectinator spekei – obývá skalní oblasti ve východní Etiopii, Eritreji a Somálsku; žije i ve výškách nad 1800 m n. m.